# Piazza dei Cinquecento
La piazza dei Cinquecento est une place de Rome en Italie, située à l'intersection de la via Cavour, de la via Giovanni Giolitti, de la via Marsala, du largo di Villa Peretti et de la via delle Terme di Diocleziano dans les rioni de l'Esquilino et de Castro Pretorio. Elle est devant la principale gare de la ville, la gare de Rome-Termini ouverte vers 1861.

## Histoire
Historiquement la place figure dès 1551 sous le nom de Altissimus Romae locus sur le plan de Rome de Leonardo Bufalini. Devenue piazza di Termini située à proximité des thermes de Dioclétien (dont elle prend le nom), elle est restructurée de 1860 à 1878 afin de favoriser la circulation entre les quartiers mitoyens et de permettre surtout la création de la gare de Rome-Termini.
En 1887, elle prend le nom de piazza dei Cinquecento pour honorer les cinq cents combattants italiens morts à la bataille de Dogali lors de la conquête de l'Érythrée.

## Sites particuliers

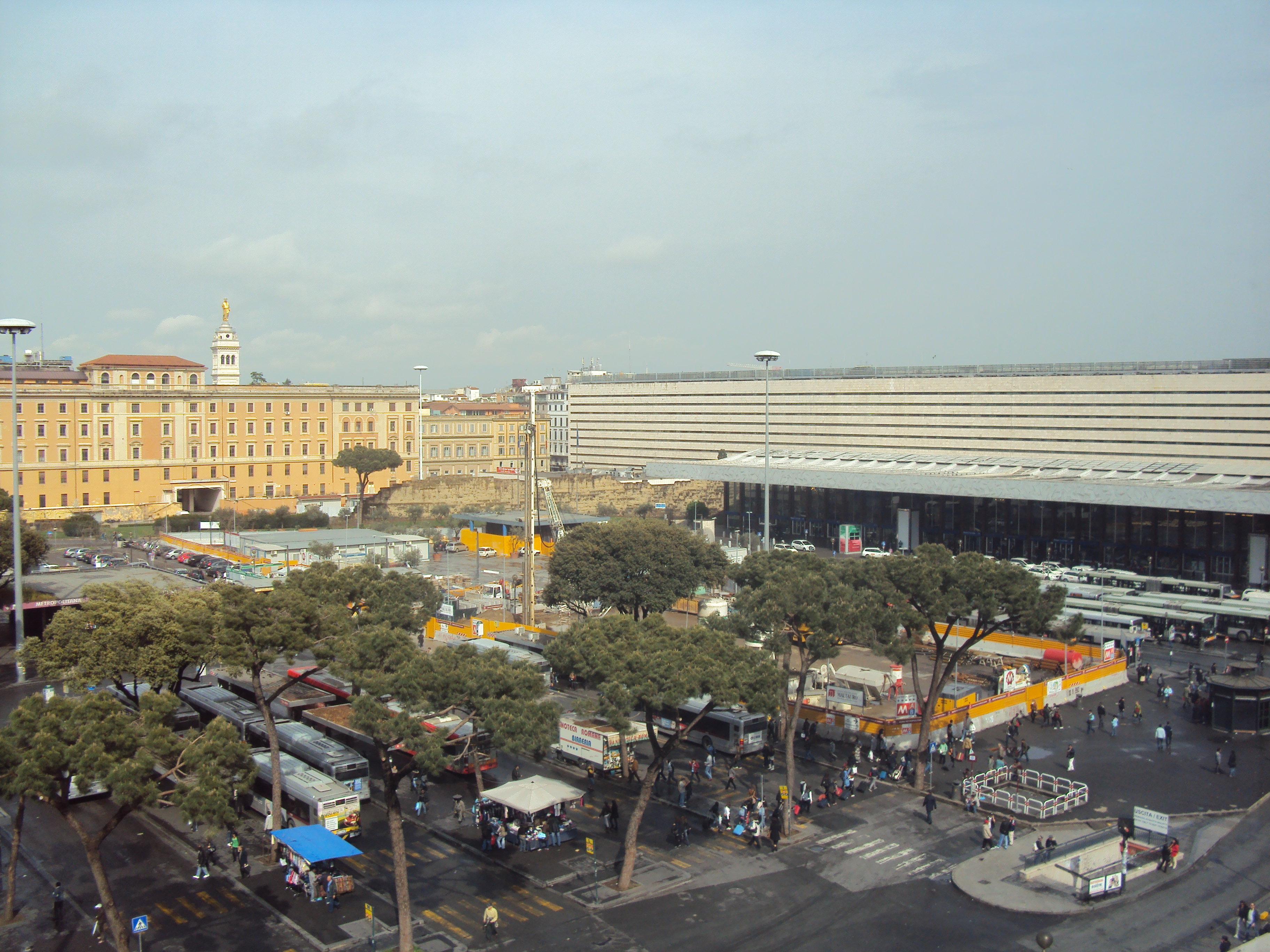
La gare de Rome-Termini.

La place accueille la gare de Rome-Termini dans sa partie orientale, avec en son centre la principale gare routière des bus de la ville. Au nord, se trouvent les thermes de Dioclétien qui abritent désormais le Musée national romain.
De 1887 à 1925 la place était ornée de l'obélisque du monument de Dogali ; à cette date il est déplacé de quelques centaines de mètres vers le jardin du Musée national romain, sur le viale Einaudi. En mai 2011, le Monument à Jean-Paul II du sculpteur Oliviero Rainaldi est érigé sur la place.

## Accès
La piazza dei Cinquecento est accessible par la ligne A et la ligne B à la station Termini. De plus, elle est le départ et le terminus d'un très grand nombre de lignes de bus (et de car interrégionaux) ainsi que des lignes 5 et 14 du tramway romain.